# Hieronim Radziejowski
Hieronim Radziejowski herbu Junosza (ur. 1612, zm. 8 sierpnia 1667 w Adrianopolu) – wojewoda inflancki w 1667, podkanclerzy koronny w latach 1650–1652, krajczy królowej Polski Ludwiki Marii Gonzagi w latach 1637–1650, podczaszy królowej w 1649, marszałek sejmu zwyczajnego w Warszawie w 1645, wielkorządca krakowski od 20 grudnia 1647 do 20 maja 1648, starosta sochaczewski w latach 1634–1637, starosta łomżyński w latach 1637–1652, starosta kamionecki w latach 1642–1652, starosta solecki w latach 1650–1663, starosta bielski w 1652, starosta warecki w 1662, dworzanin królewski w 1632, administrator żup krakowskich w latach 1647–1649, ambasador Rzeczypospolitej w Imperium Osmańskim w 1667.
Syn wojewody łęczyckiego, Stanisława Radziejowskiego i Katarzyny Sobieskiej (córki Marka Sobieskiego). Ojciec kardynała Michała Radziejowskiego, prymasa Polski 1687-1705.

## Początki kariery
Na początku lat 30. XVII wieku trafił na dwór Władysława IV, gdzie szybko zdobył znaczne wpływy, został m.in. starostą sochaczewskim. Poseł sejmiku sochaczewskiego na sejm ekstraordynaryjny 1634, poseł sejmiku łomżyńskiego na sejmy ekstraordynaryjne 1637 i 1647, poseł na sejm ekstraordynaryjny 1635.
Poseł na sejm koronacyjny 1633 roku, sejm 1634 roku, sejm zwyczajny 1635 roku, sejm nadzwyczajny 1637 roku, sejm 1639 roku, sejm 1640 roku, sejm 1641 roku, sejm 1643 roku, sejm 1645 roku, sejm 1646 roku, sejm 1647 roku.
W 1640 został posłem, mimo towarzyszącego temu skandalu (przed posiedzeniem sejmu publicznie zarzucono mu gwałt), zaś w 1645 marszałkiem izby poselskiej. Następnie prowadził w imieniu króla tajne negocjacje z Kozakami w sprawie wyprawy tureckiej, jednak gdy sprawa wyszła na jaw i na sejmie w 1646 szlachta opowiedziała się przeciwko wyprawie, dołączył do opozycji. Był posłem na sejm 1646. W tym samym czasie zdobył sobie wpływy na dworze królowej, występując na tym samym sejmie w obronie jej interesów. Był członkiem konfederacji generalnej zawiązanej 31 lipca 1648 roku. Wyznaczony komisarzem do rady wojennej w 1648 roku. W 1648 brał udział w bitwie pod Piławcami. Był jednym z oskarżanych o przyczynienie się do ucieczki wojsk polskich. Następnie agitował za wyborem Jana II Kazimierza na króla i jego małżeństwem z wdową po Władysławie, Ludwiką Marią. Był elektorem Jana II Kazimierza w 1648 z ziemi łomżyńskiej, jako deputat podpisał jego pacta conventa. Poseł na sejm koronacyjny 1649 roku. Poseł na sejm 1649/1650 roku z sejmiku łomżyńskiego województwa mazowieckiego. Na sejmie 1649/1650 roku wyznaczony z koła poselskiego na komisarza komisji wojskowej lubelskiej, która zająć się miała wypłatą zaległych pieniędzy wojsku. Poseł na sejm 1650 roku. W maju 1650 ożenił się (dwie poprzednie żony zmarły) ze świeżo owdowiałą Elżbietą ze Słuszków Kazanowską, dziedziczką wielkiej fortuny po Adamie Kazanowskim. W tym samym roku został podkanclerzym koronnym, czemu towarzyszył kolejny skandal, gdyż w swojej mowie, przy przekazywaniu pieczęci, marszałek wielki koronny Jerzy Sebastian Lubomirski stwierdził wprost, że Radziejowski kupił urząd.

## Spór z królem
W 1651, podczas wyprawy przeciwko Kozakom, król rozkazał zająć korespondencję Radziejowskiego. Wśród niej najważniejszy okazał się list do królowej, w którym krytykował on Jana Kazimierza, za sposób prowadzenia wyprawy, a także sugerował, że król ma romans z jego żoną (która towarzyszyła mężowi w wyprawie). Podkanclerzy został odsunięty od udziału w radzie. Miał wówczas rozsiewać plotki o wrogości króla względem szlachty. Jednak przed bitwą pod Beresteczkiem doszło do uroczystego pogodzenia Radziejowskiego z królem. Spór na nowo wybuchł po bitwie. Związany z Radziejowskim Marcin Dębicki stanął na czele koła generalnego szlachty (sejmiku obozowego), zarzucającego królowi nieudolne dowodzenie i dopuszczenie do ucieczki Kozaków. Sam Radziejowski proponował rozpuścić pospolite ruszenie i rozpocząć negocjacje z Chmielnickim, a gdy jego rady nie znalazły posłuchu, opuścił obóz i pociągnął za sobą znaczną część szlachty.

## Rozwód i walka o majątek
Tymczasem jego żona, która po ujawnieniu treści listu opuściła obóz, wniosła sprawę rozwodową. Sama zamieszkiwała w klasztorze (Radziejowski usiłował później porwać żonę z klasztoru, czemu przeszkodziła gwardia królewska), jednocześnie zlecała swojemu bratu Bogusławowi Jerzemu Słuszce usunięcie męża z majątku. Słuszka najpierw wyzwał Radziejowskiego na pojedynek, a gdy ten odmówił, 4 stycznia 1652 pod nieobecność gospodarza zajął zbrojnie podwarszawski pałac Kazanowskich. Radziejowski poinformowany o napadzie zebrał okoliczną szlachtę i 5 stycznia w kilkugodzinnej bitwie usiłował odbić pałac, lecz został odparty.

## Dwa procesy
Następnego dnia Radziejowski został oskarżony przed sądem marszałkowskim o obrazę majestatu (pod ten termin podlegało każde zajście zbrojne – w okresie 4 tygodni poprzedzających sejm – dotyczące posłów lub dostojników państwowych, ale przed sprawą Radziejowskiego nie było egzekwowane) oraz pogwałcenie bezpieczeństwa rezydencji królewskiej (oddalonej zaledwie o kilkaset metrów od miejsca wydarzeń). Radziejowski ukrył się przed wysłannikami króla, nie pozwalając tym samym na dostarczenie mu pozwu, dzięki czemu później twierdził, że nie wiedział o procesie, jednocześnie wniósł oskarżenie przeciw Słuszce o napaść przed Trybunał Koronny w Piotrkowie. 22 stycznia mimo trudności proceduralnych został skazany na śmierć, a wobec ucieczki na banicję i infamię. Sądowi w tej sprawie przewodniczył – wobec absencji Jerzego Lubomirskiego, który jako marszałek wielki odpowiedzialny był za ochronę króla i jego rezydencji, ale w czasie zatargu Słuszki z podkanclerzym opuścił stolicę – jego zastępca, marszałek nadworny koronny Łukasz Opaliński.
Proces toczył się niepraworządnie, szlachecka opinia obwiniała dwór królewski o prowokację. Pilnująca porządku w stolicy Straż Marszałkowska w czasie walki o pałac zachowała się biernie. Ukarany wcześniej za zranienie Abramowicza infamią i banicją przez Trybunał Litewski Słuszka otrzymał glejt dzięki protekcji króla.
Po tym wyroku Radziejowski obawiał się o swoje życie (wyrok sądu marszałkowskiego oznaczał faktycznie wyjęcie go spod prawa). Uzyskał jednak glejt od wojewody krakowskiego Władysława Ostrogskiego i wniósł przed Trybunał koronny kolejne oskarżenia wobec urzędników sądu marszałkowskiego (o uchybienia proceduralne) i adwokatów broniących go przed tym sądem (o przyjęcie obrony bez zgody oskarżonego). Trybunał skazał Słuszkę na banicję i infamię oraz unieważnił wszystkie czynności sądu marszałkowskiego, od momentu przystąpienia do sprawy nieproszonych adwokatów. Mimo tego wyroku król nie zamierzał ustąpić, a w kraju ukazały się pisma kwestionujące ważność glejtu wojewody krakowskiego. Do Radziejowskiego miały dochodzić informacje o planowanym zamachu na niego, nie otrzymał też (na co przypuszczalnie liczył) skutecznego poparcia na obradującym właśnie sejmie, wobec czego 15 lutego uciekł z Polski. Radziejowski miał jeszcze nadzieję na kasację wyroku i liczył na wpływy wśród swoich stronników. Przejęcie jego listów adresowanych do Bohdana Chmielnickiego i Iwana Wyhowskiego, a potem ogłoszenie owych pism na drugim sejmie w sierpniu 1652, ostatecznie skompromitowało go w oczach szlachty. Król ustami swoich stronników, ujawniając treść listów w ostatnim dniu obrad, sprytnie wykorzystał powszechne oburzenie, jakie zapanowało po czerwcowej rzezi armii polskiej pod Batohem, w celu ostatecznego pognębienia magnata. Uchwałą sejmową uznano ex-podkanclerzego za zdrajcę i wroga ojczyzny (pro perduelio Reipublicae hoste patriae et perpetuo infamii autoritate Conventus Praesentis). Kontakty z Kozakami były wówczas wyjątkowo niebezpieczne.

## W służbie szwedzkiej
Po ucieczce udał się do Wiednia, gdzie uznano go za politycznego awanturnika i odmówiono pomocy (banita żądał przydzielenia armii najemników, na czele której chciał zająć Kraków). W 1652 przybył do Szwecji, gdzie znalazł posłuch w Sztokholmie u królowej Krystyny. Był współautorem wymierzonego przeciw Polsce sojuszu pomiędzy Szwecją, Kozaczyzną i Siedmiogrodem. Następnie przebywał w Hamburgu, gdzie podtrzymywał korespondencję z nowym królem Karolem Gustawem. Właśnie w tym mieście skrystalizowała się współpraca między nimi, dotycząca najazdu na Polskę. W lipcu 1655 odegrał rolę pośrednika między szlachtą zgromadzoną pod Ujściem a szwedzkim monarchą. Jego pozycja u boku tego króla nigdy nie była duża. Radziejowski umiejętnie starał się jednak robić wrażenie osoby wpływowej na szlachcie szukającej protekcji Szwedów. Jego znajomość realiów polskich była przydatna i miała duże znaczenie dla Karola Gustawa, starającego się spacyfikować kraj. Już jednak jesienią wobec nowej sytuacji polityczno-wojskowej wpływy Radziejowskiego zmalały, a zarazem wzrosły rozbieżności między nim a królem, gdy prysły plany obrania tego władcy królem Polski.
W 1656 został aresztowany w Elblągu przez Szwedów i był więziony w zamku w Malborku. Na początku 1657 wytoczono mu proces za zdradę interesów Karola Gustawa i osadzono w zamku Örebro w Szwecji. W 1660, po podpisaniu pokoju ze Szwecją, został wypuszczony z niewoli m.in. w wyniku wstawiennictwa Jana II Kazimierza Wazy.

## Rehabilitacja
Po „potopie” Radziejowski odzyskał w 1662 dawną pozycję i majątek w Polsce, a sejm po pewnych sporach (brat ex-podkanclerzego starosta bolesławski Jan Szczęsny, będący posłem ziemi sochaczewskiej, żądając jego rehabilitacji, tamował obrady) wybaczył mu wszystkie winy, znosząc infamię. Zastrzeżono jednak, „że do honorów i dygnitarstw nie ma konkurować i na Dworze naszym nie ma bywać, chyba że od Nas [króla] ultro vocatus [faktycznie wezwany] będzie”.
Związał się ze stronnictwem profrancuskim i stał się posłusznym realizatorem polityki dworu. Z jego ramienia prowadził dwuznaczną grę, próbując przeciągnąć konfederatów spod znaku Związku Święconego dla poparcia lansowanej przez dwór kandydatury francuskiej do tronu. W czasie rokoszu Lubomirskiego stał wiernie po stronie króla. Nie spełniła się jednak jego nadzieja na odzyskanie urzędu podkanclerzego. Po 1663 planował przyjąć święcenia kapłańskie, co wiązało się z chęcią powrotu na stanowisko podkanclerzego. W 1667 zmarł, prawdopodobnie na chorobę zakaźną, w czasie poselstwa do Turcji, gdzie mimo doznanych upokorzeń, będących zwiastunem zbliżającej się wojny, miał reprezentować Rzeczpospolitą.

## Radziejowski w literaturze
W 1652 wierszowano-prozaiczny pamflet na temat ex-podkanclerzego „Coś nowego” napisał i wydał anonimowo jego sędzia Łukasz Opaliński. Wcześniej (wkrótce po bitwie pod Beresteczkiem) krążyły po kraju anonimowe wiersze:
Radziejowskim nazwany zostajesz od rady,
A Twe w ojczyźnie rady są złośliwe zdrady...
Ej radź co, radź z onej cnoty, a nie z przewrotności,
Któż taki, żeby nie rzekł, że jesteś bezecny
I nie życzył, byś nie był zdrajca długowieczny...
Józef Ignacy Kraszewski szeroko, w sposób pogłębiony i sugestywnie przedstawił jego postać i zdradzieckie knowania w imię prywaty w historycznej powieści Boży gniew (1886), wykorzystując do tego współczesne źródła: diariusz Albrychta Stanisława Radziwiłła oraz dzieje panowania Jana Kazimierza spisane przez Wespazjana Kochowskiego.
Radziejowski jest również jednym z negatywnych bohaterów powieści Henryka Sienkiewicza „Ogniem i mieczem” i „Potop” oraz „Stefan Czarniecki” Michała Czajkowskiego.